# Ayad Akhtar
Ayad Akhtar (Staten Island, 28 ottobre 1970) è un drammaturgo, sceneggiatore e attore statunitense.

## Biografia
Nato a New York in una famiglia pakistana, Ayad Akhtar ha studiato alla Brown University e alla Columbia University, prima di trasferirsi in Italia per un anno per studiare recitazione con Jerzy Grotowski. Nel 2012 esordì nel mondo della letteratura con il romanzo La donna che mi insegnò il respiro, pubblicato in Italia l'anno successivo da Mondadori. Nel 2013 fece il suo debutto a teatro con il dramma Disgraced, che gli valse l'Obie Award ed il Premio Pulitzer per la drammaturgia. A Disgraced sono seguiti altri due drammi di successo, The Invisible Hand nel 2015 (vincitore dell'Obie Award) e Junk nel 2018 (candidato al Tony Award alla migliore opera teatrale).

## Opere

### Romanzi
- La donna che mi insegnò il respiro (American Dervish), Milano, Mondadori, 2013, ISBN 978-8804625681
- Elegie alla patria (Homeland Elegies), Milano, La nave di Teseo, 2020, ISBN 978-8834607251

### Teatro
- Disgraced (2013)
- The Who & The What (2014)
- The Invisible Hand (2015)
- Junk: The Golden Age of Debt (2016)

## Filmografia parziale

### Televisione
- Too Big to Fail - Il crollo dei giganti - film TV (2011)